# Pioneer, Louisiana
Pioneer är en ort i West Carroll Parish, Louisiana, USA.